# Federico Cecon
Pour les articles homonymes, voir Cecon.
Federico Cecon est un sauteur à ski italien, né le 11 juin 1994.

## Biographie
Fils de Roberto Cecon, meilleur sauteur 
italien de l'histoire, il fait ses débuts internationaux en 2011. En 2013, il monte sur son premier podium dans la Coupe FIS à Frenštát. Il compte quatre sélections aux Championnats du monde junior, terminant au mieux onzième en 2014. Cecon fait ses débuts individuels en Coupe du monde à Nijni Taguil en décembre 2014, puis aux Championnats du monde en 2015 à Falun. Dès lors pendant trois ans, il n'obtient aucune sélection pour la Coupe du monde et reste cantonné à la Coupe continentale et la Coupe FIS.
Il prend part aux Jeux olympiques d'hiver de 2018, à Pyeongchang, où il est 48e sur le petit tremplin et ainsi que 11e par équipes.
En 2020, de manière surprise, il décide de prendre sa retraite sportive alors qu'il venait d'obtenir ses meilleurs résultats personnels (1 top dix en Coupe continentale et participant de la Tournée des quatre tremplins), mais non retenu dans l'équipe nationale première pour l'hiver suivant.

## Palmarès

### Jeux olympiques
| Épreuve / Édition | Pyeongchang 2018 |
| Petit tremplin    | 48e              |
| Grand tremplin    |                  |
| Par équipes       | 11e              |

### Championnats du monde
| Épreuve / Édition | Épreuve / Édition | Falun 2015 |
| Petit tremplin    | Petit tremplin    | 48e        |
| Grand tremplin    | Grand tremplin    | 49e        |
| Par équipes       | mixtes            |            |
| Par équipes       | grand tremplin    | 12e        |

### Coupe du monde
- Meilleur résultat individuel : 42e.